# Glans carpenteri
Glans carpenteri is een tweekleppigensoort uit de familie van de Carditidae. De wetenschappelijke naam van de soort is voor het eerst geldig gepubliceerd in 1922 door Lamy.